# 神谷尚
神谷 尚（かみや たかし、1944年7月10日 - 1992年10月16日）は、日本の政治家。埼玉県北葛飾郡庄和町長を務めた。

## 来歴・人物
茨城県猿島郡五霞町出身。早稲田大学政経学部卒業。埼玉県庁職員を経て、1983年、38歳で庄和町の町長選挙に出馬。いわゆる三バン「地盤（組織票）・看板（知名度）・鞄（資金）」のない選挙戦であったが、当時の現職だった前島祐司を破り初当選し、「住民総参加行政」や「全町公園化構想」といった目標を掲げ、3回当選を果たした。
土曜・日曜に住民課の窓口を開け、町民が傍聴しやすい休日に町議会を開会したり、さらには「御用聞き行政」ではなく「住民にも汗をかいてもらう行政」を目指しての行政手腕を高く評価される。3選後に打ち出した「給食の見直し」も一連の行政見直しの一つとなっていた。 1990年3月に策定した町の基本計画の中で、「ふれあい弁当の日」や「給食の選択制」の導入がうたわれていた事が事の発端だった。
1992年1月、町役場の新庁舎（現在の春日部市役所庄和総合支所）の完成を契機にした行政見直しの50項目の中に、「児童生徒の弁当持参を原則とし、どうしても用意する事ができない児童生徒に限って給食を利用できるようにする」として「学校給食の選択制を1993年度から導入することを検討していく」と具体的な形での提起が行われ、教育委員会に廃止の検討を求めた。 給食センターの老朽化や給食での食べ残しが1~2割にもなり、その処理費も嵩む事が主な要因で、給食廃止によって町の財政が約1億8000万円の節約ができるとされた。
教育委員会は2月に給食見直し案の検討に着手し、町議会の3月定例会の一般質疑でもこの件は取り上げられた。 5月に教育委員会は見直し案を決定し、同月27日付で、 見直し案のパンフレットを発行した。 6月に「学校給食の見直しのお願い」が教育長名で町民あてに出され、以後、町は給食関連条例改正の議案の町議会への年内提案を目指して矢継ぎ早に町民を巻き込む施策を打ち出すことになる。この町内の全ての小中学校の「学校給食の廃止」案は神谷曰く、「食糧難の時代に始まった学校給食の時代は終わった」「学校給食を廃止して、学校教育に予算を回すべき」という持論を述べたが、これに児童の保護者達の強い反発が起き、全国的な騒動となり、新聞やテレビでも大きく報道された。
全国的な騒動に発展した事で、神谷は有識者による賛成、反対双方の立場からの12時間シンポジウムを9月下旬に開催、全住民対象のアンケート調査を10月に実施する事を提案した。しかし、大荒れの懇談会場を後にした神谷は、「住民の理解が得られなければ（給食廃止関連）条例は出せない。シンポジウムや町民アンケートで反対意見が多いようであれば、先に延ばすのもしかたがない」と弱音を漏らした。
その後、神谷は体調不良を訴え8月7日に埼玉県立がんセンターに入院し、議論は町長不在の中で続く事となった。9月1日、町は町議会にシンポジウム開催と町民アンケートの調査費用（合計して約103万9000円）を含めて計上した一般会計補正予算案を提出したが、9月17日、町議会の文教常任委員会は多くの町民と議長を除く町議25名が署名した「廃止に反対し存続を求める」請願を全会一致で採択した。また、シンポジウムと町民アンケートの予算全額の削除を可決。翌18日の町議会本会議も、一般会計補正予算案からシンポジウムとアンケート分の削除を可決し、「給食存続」に関する請願の採択もし、議会での結論がついた。
議会の反対にも遭う形でも「給食廃止論」を主張した神谷は、10月16日に脳梗塞により在任中に死去。
「給食廃止論」は保護者らによる大量の存続請願署名が寄せられた事や、神谷の死去、さらに町議会の反対などを理由に、神谷の死去から約1ヶ月後の11月10日に教育委員会が「給食廃止を正式断念する」ことを明らかにして、給食の存続か廃止かという議論は存続する形で決着した。

## 著書
- 「夢追い町長実践記－まちづくりは最高のドラマ」（ぎょうせい、1986年5月）
- 「夢追い町長実践記－まちづくりは最高のドラマ2」（ぎょうせい、1989年2月）
- 「政治家（仕事発見シリーズ）」（実業之日本社、1992年10月）